# Еремия (празник)
Еремѝя (Ермѝя, Ирима̀, Ирмѝнден, Зъ̀мски ден) е християнски празник в чест на старозаветния пророк Йеремия. От православните църкви, служещи си с Новоюлианския календар, се отбелязва на 1 май по Григорианския, а от придържащите се към Юлианския календар за богослужебни цели църкви - на 14 май.
Еремия е и популярен фолклорен празник в много православни страни. На Балканите той е свързан главно с предпазването от змии. В Русия отбелязва началото на пролетната сеитба, но в България битува представата, че който работи на полето в този ден, ще бъде ухапан от змия през лятото.
На този ден в България и българските етнически територии се извършват няколко обреда: пъдене на змиите, газене чирепните (подници), палене на огньове. Народните обредите се свързват с древната представа за хтоничната природа на змията и нейната плодоносна функция.

## Гонене на змии
Съществува легенда, че на деня на пророк Йеремия се завръща т.нар змийски цар, а за самите змии по традиция се смята, че излизат от дупките си на Свети Четиридесет мъченици или на Благовещение.Изпълняват се обреди, целящи пропъждането на змиите и предпазването от тях.
Пъденето на змиите се прави на вечерта преди Еремия с ритуали, подобни на тези извършвани на някои места срещу Благовещение (Благовец). Момиче или жена взима машата и ръжена и като вдига шум (дрънка) с тях, обикаля цялата къща и двора. В същото време изрича заклинания или заричания, предполагаемо плашещи влечугите и други подобни животни с евентуалната намеса на опасна за тях сила. Разправата, с която са заплашвани е съвсем делнична, а от стиха не става напълно ясна природата на врага им - той би могъл да бъде дух или човек, включително от женски пол (като изпълнителката на обреда), и не толкова светец, колкото убиец и разбойник (арамия/харамия):
Бягайте, змии и гушчерици!
Я я арамията зад вратата
Къа ви а сече главата
Къа ви а фърли у барата.
Бягай, бягай гъдурийо!
Ето ти я Еремия,
Ке ти мотат черевата
Со железно мотоило

## Подници
Друг обичай, който се изпълнява на Еремия, е газенето на чирепни (подници). Подниците са кръгли глинени плоски съдове, предназначени за печене на хляб. Те имат диаметър около 60 сантиметра и дебелина на дъното 4 – 5 сантиметра, а ръбът им е завит нагоре, подобно на тава. Подниците се използват постоянно в бита, но се приготвят със специален ритуал на празника Еремия. Още в рано сутринта момите (неомъжваните млади жени) отиват да копаят специална глина, от която се изработват съдовете, и я изсипват на общо място за всяка махала. Там тя се мокри и се размесва чрез газене с боси крака, в което участват всички жители, тъй като се вярва, че газенето на тази глина предпазва от ухапване на змии. Вече размесената глина се разделя между къщите и всеки прави своите подници у дома си.

## Други обреди
Други обреди на Еремия са свързани с палене на огън. На някои места се палят парцали или тор, с които се запушват дупките в стените на къщата. В Западна България наричанията, описани по-горе, се правят при палене на огън, който се прескача.
В някои райони този ден се празнува специално от бременните и още неродили жени, за да бъдат запазени при раждане и децата им да не се разболеят от йеремия – болест, причинявана, според съответните суеверия от различни зли сили. В Южна България се тачи за предпазване от градушка и гръм.